# 鴨川食堂
《鴨川食堂》為日本作家柏井壽創作的日本小說，2013年由小學館出版。2016年由NHK改編為8集連續劇。

## 劇情概要
京都市鴨川沿岸位於東本願寺附近，有一間沒有招牌也不掛暖簾的小食堂。這間食堂由鴨川流及鴨川小石（こいし）父女兩人共同經營。食堂內不只供應美味的料理，若是上門的顧客想要重溫曾經享用過的料理時，曾為刑警的鴨川流及具有過人推理能力的女兒小石，僅憑極少的線索，就能做出顧客想要的料理，撫慰顧客失落的心情…

## 小說
小說《鴨川食堂》除本篇外另有4冊續集（「鴨川食堂おかわり」、「鴨川食堂いつもの」、「鴨川食堂おまかせ」、「鴨川食堂はんなり」）出版（至2018年12月為止）。

### 日文版
- 鴨川食堂

小學館：2013年11月25日 ISBN 9784093883344
小學館文庫：2015年5月8日 ISBN 9784094061703
- 鴨川食堂おかわり

小學館：2014年8月26日 ISBN 9784093863865
小學館文庫：2015年11月6日 ISBN 9784094062281
- 鴨川食堂いつもの（暫譯：鴨川食堂之一如往常）

小學館文庫：2016年1月4日 ISBN 9784094062465
- 鴨川食堂おまかせ（暫譯：鴨川食堂之交給我吧）

小學館文庫：2017年1月6日 ISBN 9784094063905
- 鴨川食堂はんなり

小學館文庫：2018年4月6日 ISBN 9784094065077

### 台灣中文版
- 鴨川食堂

皇冠文化：2015年6月29日 ISBN 9789573331674
- 鴨川食堂．再來一碗

皇冠文化：2018年11月26日 ISBN 9789573334118

## 電視連續劇
同名連續劇由NHK及Asia Content Center Inc.製作，2016年1月10日至2月28日每週日晚間10:00－10:49於NHK BS Premium頻道播出，由忽那汐里主演，全劇共8集。每集開頭皆有由飾演小石的忽那汐里主述的旁白：

京都・東本願寺そばにある鴨川食堂には、暖簾も、看板もありません。
「思い出の食、捜します」という一行広告だけを頼りに、ようけだどりつかはります。
はて、今日の迷い人は、どなたさんですやろなぁ…

在京都東本願寺附近，有一間名為「鴨川食堂」的小飯館，沒有任何布簾及招牌。
只靠著料理雜誌上一行「尋找記憶中的食物」的小廣告，承蒙厚愛營業至今。

今天想來尋找味道的客人是哪位呢…

## 登場人物
- 鴨川小石：忽那汐里（中學時代、回憶：井頭愛海）
- 来栖妙：岩下志麻
- 鴨川流：萩原健一
- 福村浩：吉澤悠（日语：吉沢悠）
- 橫峰克彥：豐原功補（第4集）
- 櫻八十吉：麿赤兒（第5集）
- 鴨川鞠子：財前直見（回憶、照片）

### 第1集
- 伊達久彦：半田健人

### 第2集
- 廣瀨須也子：井上晴美（日语：井上晴美）

### 第3集
- 美月明日香：鉢嶺杏奈（日语：鉢嶺杏奈）
- 美月知一郎：織本順吉（日语：織本順吉）

### 第4集
- 窪山秀治：大地康雄
- 窪山千惠子：木村理惠

### 第5集
- 竹田佳奈：酒井美紀
- 竹田佳生：三田村周三（日语：三田村周三）

### 第6集
- 灘屋信子：左時枝（日语：左時枝）
- 橫峰悠子：石野陽子
- 古田幸惠：岩本多代（日语：岩本多代）

### 第7集
- 北野恭介：入江甚儀

### 完結篇
- 白崎初子：松原堇（日语：すみれ (モデル)）
- 光顧食堂的女子：櫻井洋子

## 製作團隊
- 原作：柏井壽《鴨川食堂》《鴨川食堂．再來一碗》
- 劇本：池端俊策、葉山真理、洞澤美惠子、岩本真耶
- 音樂：鎌田雅人
- 主題曲：kasarinchu（日语：カサリンチュ）《風》
- 導演：佐藤幹夫、油谷誠至（日语：油谷誠至）
- 製作人：上原英和、諏訪正明
- 製作統籌：篠原圭（NHK）、廣瀬哲雄（Asia Content Center Inc.）
- 製作出品：NHK、Asia Content Center Inc.

## 播出日程
| 各集   | 播出日期 | 日文標題 | 中文標題                     | 劇本       | 導演     |
| ------ | -------- | -------- | ---------------------------- | ---------- | -------- |
| 第1集  | 1月10日  |          | 母親的馬鈴薯燉肉             | 葉山真理   | 佐藤幹夫 |
| 第2集  | 1月17日  |          | 前夫的炸豬排                 | 葉山真理   | 佐藤幹夫 |
| 第3集  | 1月24日  |          | 與祖父一起享用拿坡里義大利麵 | 洞澤美恵子 | 佐藤幹夫 |
| 第4集  | 1月31日  |          | 妻子的鍋燒烏龍麵             | 洞澤美恵子 | 油谷誠至 |
| 第5集  | 2月7日   |          | 外公的漢堡排                 | 池端俊策   | 油谷誠至 |
| 第6集  | 2月14日  |          | 初戀的紅酒燉牛肉             | 池端俊策   | 油谷誠至 |
| 第7集  | 2月21日  |          | 父親的海苔蓋飯               | 岩本真耶   | 油谷誠至 |
| 完結篇 | 2月28日  |          | 星期五的炒飯                 | 葉山真理   | 佐藤幹夫 |

## 外部連結
- 鴨川食堂－NHK官方網站 （页面存档备份，存于）